# FictionBook
FictionBook è uno standard aperto specifico per la pubblicazione di libri digitali (eBook) basato su XML.
Sviluppato da Dmitry Gribov, ha ottenuto grande popolarità in Russia.
I file FictionBook hanno l'estensione .fb2, e alcuni lettori di ebook supportano anche i file compressi con un archivio .zip (con estensione .fb2.zip o .fbz). Il formato FictionBook non specifica l'aspetto di un documento, ma ne descrive soltanto la struttura tramite la specifica di appositi tag.